# Ernst Röhm
Pour les articles homonymes, voir Röhm (homonymie).
Ernst Röhm ou Roehm, né le 28 novembre 1887 à Munich en Allemagne et mort assassiné le 1er juillet 1934 à la prison de Stadelheim, dans la même ville, est un officier, homme politique et chef de groupe paramilitaire allemand. Il est le fondateur de la Sturmabteilung (SA) nazie.
Figure majeure du parti, puis du régime nazi dans ses premières années, Ernst Röhm incarne une ligne révolutionnaire sociale radicale. Il est l'un des hommes les plus puissants du pays, dirigeant une force paramilitaire violente de 400 000 hommes en 1932, qui installe un climat de terreur dans les rues allemandes.
Adolf Hitler, qui s'est rapproché des milieux d'affaires et des conservateurs pour arriver au pouvoir, est finalement convaincu, entre autres par Hermann Göring (président du Reichstag) et Heinrich Himmler (dirigeant de la SS), de la nécessité de mettre au pas la SA afin d'unifier le parti en le débarrassant de son aile populiste incarnée par Ernst Röhm.
Accusé par la hiérarchie nazie d'avoir comploté pour renverser Hitler, il est assassiné lors de la Nuit des Longs Couteaux en 1934, comme de nombreux autres opposants et membres de la SA.  Cela permet aux nazis de rassurer les militaires, les conservateurs, et les Allemands en général, en faisant passer Adolf Hitler pour le garant de l'ordre dans le pays.

## Biographie

### Jeunesse
Ernst Röhm est le troisième enfant de Julius et Emilie Röhm, une famille dont le père est inspecteur en chef aux chemins de fer royaux bavarois. Ernst est proche de sa mère et de sa sœur, Eleonor, mais au contraire distant de son frère aîné, Robert, plus studieux, et de son père qu'il décrit comme strict, « dur pour lui-même, juste et économe ». Tout au long de sa vie, Röhm conservera un profond attachement teinté de romantisme, à la maison royale bavaroise des Wittelsbach. 
Il fait ses études au prestigieux lycée royal Maximilien (de) de Munich de 1897 à 1906, où il reçoit une formation classique qui comprend le latin, le grec, le français, les sciences et l'histoire. 

### Engagement völkisch
Il fait partie du mouvement de jeunesse des Wandervogel, où l'on se salue déjà du « Heil » ariosophique et où l'homosexualité semble répandue, qui conforte son désir de s'engager dans une carrière militaire. 
En 1907, il rejoint l'Académie bavaroise de guerre (de) d'où il sort 98e sur 124 élèves en 1908 et est enrôlé comme lieutenant du 10e régiment d'infanterie royal bavarois (de) et caserné à Ingolstadt où il mène une vie de garnison. Peu avant que la Première Guerre mondiale éclate, il est nommé premier-lieutenant. 

### Première Guerre mondiale
Durant la guerre, il participe à différentes batailles jusqu'à la fin du conflit, essentiellement sur le front français où il est sérieusement blessé à plusieurs reprises, notamment, dès septembre 1914, au visage, où il conserve des cicatrices profondes. Il reçoit la croix de fer et est nommé capitaine en 1917. 
De mai 1917 à avril 1918, il est transféré en Roumanie comme officier d'état-major auprès du général-major von Nagel zu Aichberg (de) avant de retourner vers le front de l'ouest où il est victime de la grippe espagnole et dont il est évacué en octobre 1918.

### L'après-guerre

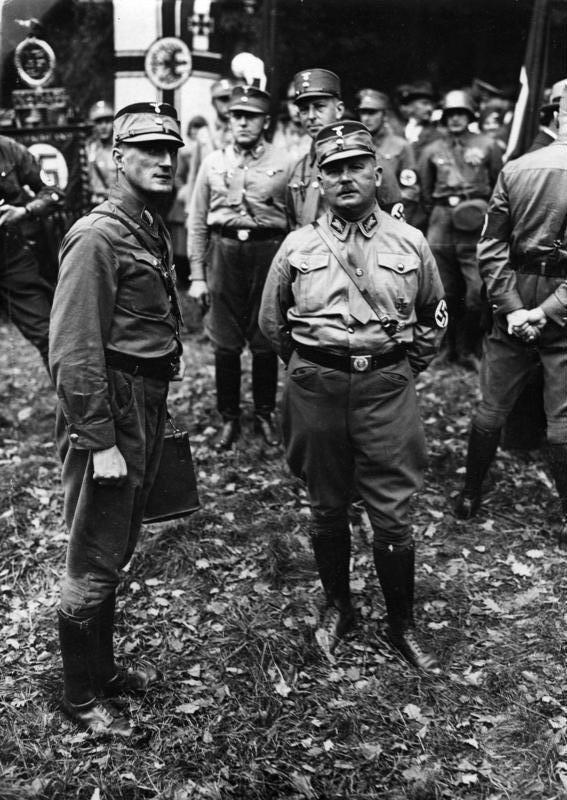
Ernst Röhm en 1933.

La défaite allemande et la chute de la monarchie atteignent profondément Röhm qui estime qu'elles sont dues « à la fripouille commerçante et juive » du « front intérieur » : il se porte volontaire pour le compte-rendu des soldats démobilisés auprès desquels il contribue à la diffusion de la théorie de la Dolchstoßlegende en français : « légende du coup de poignard [dans le dos] ». L'historien Joachim Fest note que Röhm se sentait plus proche, dans son activité de militant, « des communistes que des bourgeois », méprisant les « embusqués, [les] déserteurs et [les] profiteurs », qui n'avaient pas été soldats.
Dès janvier 1919, il rejoint différentes organisations comme le parti royaliste bavarois, en faveur de la restauration de Rupprecht de Bavière, ou le Eiserne Faust (en français : « Poing de fer »), une association d'officiers nationalistes où il se lie avec Gerhard Rossbach avec lequel il combat le soulèvement communiste en Bavière en hiver 1919. C'est avec ce dernier qu'il rejoint un corps franc dirigé par le militaire d'extrême droite Franz von Epp, le Freikorps Epp (de). Von Epp fait de Röhm son aide de camp, un poste depuis lequel celui-ci organise un trafic d'armes à l'insu des alliés et de ses supérieurs, au profit de diverses organisations paramilitaires.
En 1919, Röhm est employé par l’état-major de la Reichswehr à Munich puis à la Wehrkreis VII. Il rencontre alors Adolf Hitler au cours d'une réunion du Eiserne Faust le 17 mars 1920 au Deutsches Reich Hotel. Röhm était chargé par les services de renseignement de l'armée allemande d'enquêter sur le Deutsche Arbeiterpartei (DAP), en français : « Parti ouvrier allemand », un petit parti d'extrême droite où Hitler commence sa carrière politique.

### Hitler et le putsch de Munich

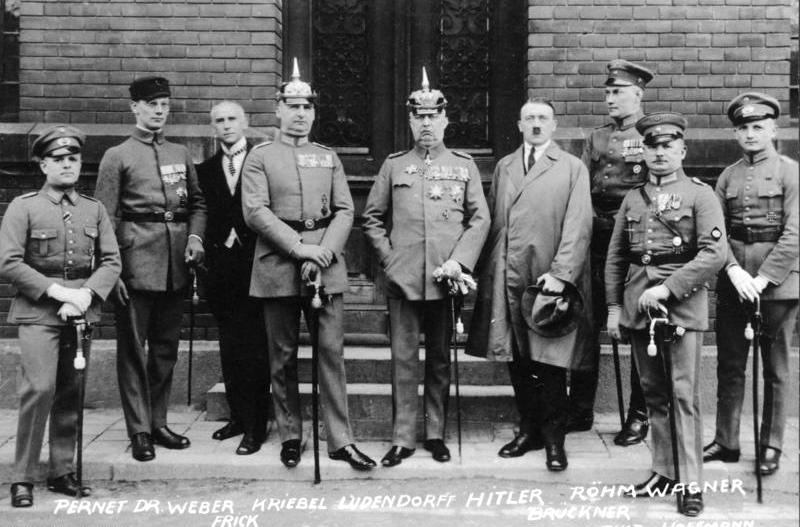
Röhm (2e à dr.) parmi les prévenus du procès du putsch de Munich, avril 1924.

En 1921, Adolf Hitler évince Anton Drexler et prend la tête du parti devenu le NSDAP (Parti national-socialiste des travailleurs allemands ou Parti nazi) que Röhm rejoint — notamment attiré par l'article 22 des statuts qui appelle à la création d'une « armée populaire » — bien qu'il reste membre du parti royaliste bavarois. Il le réorganise pour en faire un parti élitiste, recrutant des cadres, rachetant et animant un hebdomadaire, le Völkischer Beobachter. Röhm reçoit régulièrement Hitler chez sa mère et fournit le petit parti en argent, en armes et en nouveaux membres. Ensemble, Röhm et Hitler forment les sections d'assaut, la Sturmabteilung (SA), ou les « chemises brunes », véritable milice chargée de faire office de service d'ordre dans les rassemblements et d'agresser les adversaires des nazis dans la rue.
En novembre 1923, à la suite de l'occupation de la Ruhr en Rhénanie par les troupes françaises et belges, Adolf Hitler profite de l'émoi du peuple allemand pour tenter de renverser le gouvernement bavarois. Cette tentative de coup d'État, connue sous le nom de « putsch de la Brasserie », se solde par un échec et conduit Hitler à être condamné et incarcéré durant 13 mois. 
Libéré en avril 1924 après avoir passé cinq mois en prison, Ernst Röhm compte au nombre des 32 députés qui sont élus en mai 1924 au Reichstag pour le Parti national-socialiste de la liberté (NSFP), une fusion du NSDAP (alors interdit et qui bénéficie de la publicité que lui apporte le procès des accusés du putsch de la Brasserie) et du Parti populaire allemand de la liberté (DVFP). Le parti perd dix-huit de ces sièges en décembre 1924. 
Après cette défaite électorale, privé de moyens et de troupes, devant vivre d'expédients et quand, victime d'un vol, il est épinglé dans la presse pour son homosexualité, Röhm est en proie à la dépression. En décembre 1928, sur les conseils d'un ami militaire, Röhm s'exile en Bolivie où il officie durant deux ans comme instructeur dans l'armée bolivienne qui lui confère le grade de lieutenant-colonel.

### Les Sections d'assaut (la SA)
Après le succès électoral de septembre 1930, Adolf Hitler le rappelle pour reprendre en main la SA. En 1932, les Sections d'assaut (la SA) comptent près de 400 000 hommes, dont les méthodes brutales et souvent incontrôlables exercent une influence négative sur les résultats électoraux. Mais Ernst Röhm souhaite pousser encore plus loin l'élan révolutionnaire en absorbant la Reichswehr, et fait de la SA le bras armé de l'aile activiste du NSDAP. Dans le même temps, Hermann Göring (président du Reichstag) et Heinrich Himmler (chef de la SS) s’inquiètent des prétentions d'Ernst Röhm et parviennent à convaincre Hitler que le chef de la SA complote pour l’éliminer. 
En effet, dès 1932, Röhm s'est opposé à Hitler lorsque celui-ci a amorcé son rapprochement avec les milieux d'affaires et les conservateurs pour être désigné chancelier le 30 janvier 1933 par le président Paul von Hindenburg. Röhm aurait fait fuir des personnes n'ayant pas quitté l’Allemagne avant le début des persécutions. Un ancien secrétaire de Röhm, devenu antinazi, a pris la fuite en Autriche et se fait abattre.

### Nuit des Longs Couteaux

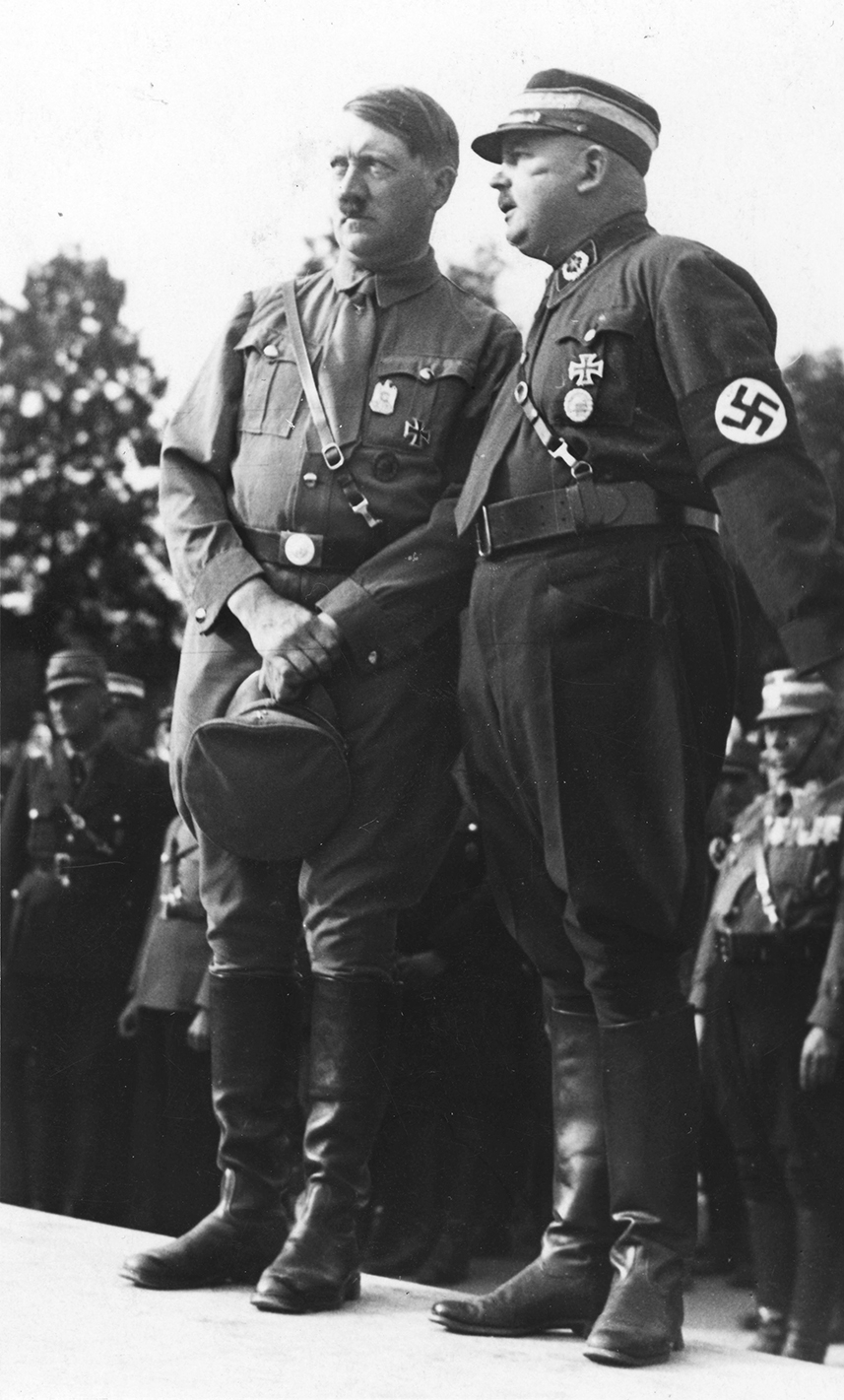
Adolf Hitler et Ernst Röhm en 1933.

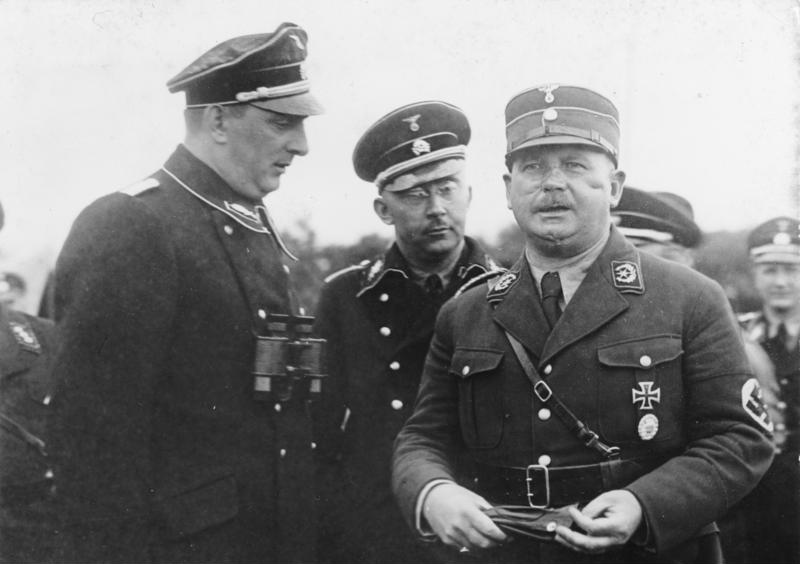
Kurt Daluege, Heinrich Himmler et Ernst Röhm en 1933.

Début 1934, Adolf Hitler, chancelier depuis un an, décide de se séparer de la direction de la SA et de la liquider afin d'unifier politiquement le parti. C’est pourquoi, dans la nuit du vendredi 29 au samedi 30 juin 1934 et les jours qui suivent (le dimanche 1er juillet et le lundi 2), période de près de trois jours appelée la nuit des Longs Couteaux, il lance les SS de Heinrich Himmler, avec le soutien tacite de l'armée, dans une opération d'envergure ; de Berlin à Munich, plusieurs centaines de SA et d'opposants devront être arrêtés ou assassinés. Pour ce faire, Himmler et son adjoint direct, Reinhard Heydrich, chef du Sicherheitsdienst, fabriquent un dossier de fausses preuves prétendant que Röhm avait été payé douze millions de marks par la France pour renverser Hitler, dossier que les principaux dirigeants de la SS découvrent le 24 juin, ce qui fonde l'accusation contre Röhm suspecté de fomenter un complot contre le gouvernement (d’où l’appellation Röhm-Putsch en allemand pour la nuit des Longs Couteaux).
Le samedi 30 juin à 6 h 30, Hitler arrive à la pension Hanselbauer à Bad Wiessee où les SA avaient l'habitude de séjourner ensemble pour leurs vacances. Pistolet au poing, il entre en trombe dans la chambre de Röhm, le traite de traître et le déclare en état d'arrestation. Hitler, le pistolet toujours au poing, poursuit sa course et cogne contre la porte d'une chambre voisine : il y découvre le chef de la SA de Breslau, Edmund Heines, qui a manifestement passé la nuit avec un membre de la SA, de dix ans son cadet.
Röhm est brièvement emprisonné à la prison de Stadelheim à Munich, Hitler hésitant sur le sort à lui réserver, notamment compte tenu des services rendus par Röhm au mouvement nazi. Röhm ne peut pas être retenu en détention indéfiniment, ni exilé ; un procès public rendrait inévitable un examen minutieux de la purge, ce qui n'est évidemment pas souhaitable. Sous la pression de Göring, Himmler et Heydrich, Hitler ajoute le nom de Röhm à la liste des personnes à exécuter, sur laquelle il ne figurait pas initialement.
L'après-midi du dimanche 1er juillet,, à la demande de Hitler, Theodor Eicke, le commandant du camp de concentration de Dachau, et son adjoint Michel Lippert, se rendent auprès de Röhm dans sa cellule. Ils lui remettent un pistolet chargé d'une seule balle et la dernière édition du Völkischer Beobachter et lui expliquent qu'il a dix minutes pour se suicider, pour éviter une exécution. Röhm refuse et déclare que « si je dois être tué, laissez Adolf le faire lui-même ». Après le temps imparti, les tueurs reviennent dans la cellule de Röhm où ils le trouvent torse nu dans un geste de bravade. Les derniers mots de Röhm sont « Mon Führer, mon Führer », auxquels Eicke répond par « Il fallait songer à tout cela un peu avant, maintenant il est un peu tard ». Lippert l'abat à bout portant puis Eicke l'achève d'un tir en pleine poitrine. Le corps de Röhm est évacué dans la nuit du dimanche au lundi et aucune information sur sa destination n'est connue.
Officiellement, il fut exécuté pour homosexualité. Les meurtres de la Nuits des Longs Couteaux sont légitimés par une loi rétroactive du 3 juillet 1934, avec l'accord de tous les membres du gouvernement. Aucune poursuite ne peut être entreprise à l'encontre des commanditaires, l'événement étant assimilé à un acte de défense de la nation allemande.
Il est enterré au cimetière de l'Ouest de Munich dans un caveau familial.
Ce massacre renforce la confiance dans le régime d'une grande majorité des Allemands d'alors, qui estiment que Hitler a ainsi sauvé l'Allemagne du chaos.

## Publication
- (de) Ernst Röhm, Die Geschichte eines Hochverräters, Munich, Franz Eher Nachfolger, 1928, 367 p. (lire en ligne)
  - Autobiographie de Röhm, rédigée dans l'espoir d'en tirer un peu d'argent, après un gros échec électoral. Elle est retirée des ventes en Allemagne après son assassinat[26].

## Dans la fiction
- 1969 : Les Damnés, de Luchino Visconti (la nuit des Longs Couteaux est un passage du film).
- 2003 : Hitler : la Naissance du mal, téléfilm de Christian Duguay, joué par Peter Stormare.
- 2022 : A truth to lie for (titre français : La mort sur la conscience), livre d'Anne Perry